# يوهيي سوزوكي
يوهيي سوزوكي (باليابانية: 鈴木 洋平) (14 أكتوبر 1983 في شيزوكا في اليابان – )؛ هو لاعب كرة قدم سابق كان يلعب كحارس مرمى.